# Clive Nolan
Clive Nolan (Sheffield, 30 giugno 1961) è un tastierista, compositore e produttore discografico britannico conosciuto soprattutto per la sua militanza nel gruppo rock progressivo Pendragon, nonché per la sua militanza negli Arena e per la sua attività come solista.

## Biografia

### Musicista e compositore
Avvicinatosi al mondo della musica sul finire degli anni '70, si è cimentato anche in attività quali tecnico del suono e produttore discografico.
All'età di sedici anni divenne il più giovane musicista in Inghilterra a ottenere un diploma ALCM in composizione presso il London College of Music. 
Nel 1982, Nolan vinse inoltre la coppa e due medaglie al concorso per compositori al Cheltenham Music Festival. 
Suonava il violino, il violoncello e la viola, anche se il suo studio principale durante gli studi universitari era composizione, orchestrazione, arrangiamento musicale e direzione d'orchestra.
Nel 2008 l'opera rock di Nolan, She, è stata girata in DVD a Katowice, in Polonia Nel 2010 lo spettacolo è stato nuovamente rappresentato a Santa Cruz, in Bolivia.

### I Musical
Il suo musical Alchemy ha terminato le sue repliche al Jermyn Street Theatre nel West End di Londra nell'agosto 2014. Il libretto è basato sulla storia originale del compositore. Ha creato un sequel intitolato King's Ransom nel 2017. Entrambi i musical hanno ora fatto il primo passo per diventare lungometraggi a piena uscita nelle sale.

### Come solista
La sua band solista, attiva dal 2000, è formata, tra gli altri, dai membri dei Threshold Karl Groom e Jon Jeary.

## Discografia

### Solista
- 1999 - Jabberwocky
- 2003 - Skeletons in the Cupboard
- 2012 - Alchemy
- 2014 - Otra Vida
- 2016 - Hidden Treasure
- 2018 - King's Karaoke
- 2022 - Songs of the Wildlands

### Pendragon
- 1985 - The Jewel
- 1988 - Kowtow
- 1991 - The World
- 1993 - The Window of Life
- 1996 - The Masquerade Overture
- 2001 - Not of This World
- 2005 - Believe
- 2008 - Pure
- 2011 - Passion
- 2014 - Men who climb mountains
- 2020 - Love Over Fear

### Arena
- 1995 - Songs from the Lion's Cage
- 1996 - Pride
- 1998 - The Visitor
- 2000 - Immortal?
- 2003 - Contagion
- 2005 - Pepper's Ghost
- 2011 - The Seventh Degree of Separation
- 2015 - The Unquiet Sky
- 2018 - Double Vision
- 2022 - The Theory of Molecular Inheritance

### Shadowland
- 1996 - Mad as a Hatter
- 2009 - A Matter of Perspective

### Caamora
- 2007 - Walk on Water

### Collaborazioni (parziale)
- 1996 - Strange Hobby - Arjen Anthony Lucassen
- 1998 - Into the Electric Castle - Ayreon
- 2003 - Rock of Fate - John Wetton
- 2003 - Wings of Forever - Power Quest
- 2004 - Universal Migrator - Ayreon
- 2012 - Lost in the New Real - Arjen Anthony Lucassen
- 2022 - Paint the Sky - Lalu